# 2005年飓风艾普塞朗
飓风艾普塞朗（英語：Hurricane Epsilon）是活跃程度创纪录的2005年大西洋飓风季形成的第15场也是最后一场飓风。系统源于上层低气压下方的冷锋，于11月29日在百慕大以东约1470公里海域成形。由于所处洋面不利于显著强化，美国国家飓风中心一度预计风暴会在5天内转变成温带气旋。但艾普塞朗多次违背气象机构预测，起初出人意料地以环状路线向西南方向前进，之后虽受到寒冷水温和强烈风切变的不利影响，但强度仍然得以保持。
12月1日，艾普塞朗因受逐渐逼近的低压槽影响开始向东北方向移动，于次日达到飓风标准。风暴转向东进，发展出圆形风眼，周围有风眼墙环绕，强度也基本保持稳定，成为典型的环形飓风。12月5日，艾普塞朗达到风力时速140公里的最高强度，于次日转向南下，再又转朝西南方向前进。12月7日晚，已在飓风强度下保持了5天的气旋降级成热带风暴，创下12月大西洋飓风持续时长的新纪录。艾普塞朗接下来因强烈风切变影响迅速弱化，到12月8日晚已不再属于热带气旋，其残留环流于次日消散。

## 形成和命名
11月27日，百慕大以东约1850公里海域一片上层低气压区下方发展出风速达到烈风强度的地面风暴。这时，一股冷锋从地面风暴向东延伸到热带风暴德尔塔以北的东大西洋。此时有部分热带气旋预测模型预计系统会发展成亚热带气旋，但各模型的预测结果并不一致，美国国家飓风中心预报员埃里克·布雷克（Eric Blake）表示，“高海拔海域的阻断天气格局似乎有利于发展出另一个热带气旋。”他所说的阻断天气格局是指蔓延到整个北大西洋上空的高压脊。地面风暴逐渐同冷锋天气区分离，但其对流（即雷暴活动）起初还很稀疏，结构也较为混乱。
10月28日，美国国家飓风中心首度在热带天气展望中指出，这个天气系统有可能发展成热带或亚热带气旋。系统缓慢西进，组织逐渐改善，到当天晚上时已类似于亚热带气旋，只是因仍同冷锋相连而无法归类。11月29日清晨，系统在行进至百慕大以东约1470公里洋面时已经发展出深层对流区，并在下层中心上方组织。气象机构据此认定系统正发展成热带风暴并用希腊字母（“艾普塞朗”）为其命名。

## 热带风暴强度
美国国家飓风中心在实际操作中一直到协调世界时11月28日下午15点才开始针对艾普塞朗发布公告，这时距其成形已经过了约9小时。到了这个时候，对流已经聚集成直径约72公里的环。美国国家飓风中心在有关艾普塞朗的首份公告中预测，由于外部环境偏向有利，气旋会稳步增强至接近飓风标准，然后在5天内转变成温带气旋；但也有可能整个系统会被另一个更大规模的温带风暴吸收。受北面出现的连续高压脊影响，艾普塞朗开始向西面移动。风暴起初位于上层低气压下方，这片低气压令气旋所在海域风切变很少，大气环境也不稳定。对流中心短暂发展出眼状特征，但由于内流受限，系统中的雷暴到11月28日晚已经出现消退，与此同时，带状特征和外流却又得以改善。
11月30日，美国国家飓风中心预计艾普塞朗会在两天内开始向温带天气系统转变，不过气旋还是有可能会出现一定程度增强。中心上空这天有对流增长，并发展出模糊的眼状特征。风速短暂提高到每小时105公里，但雷暴的强度有所减弱。气象部分一度认为风暴会继续西进，最终在转向北上后再转朝东北移动。但艾普塞朗实际上却向西南行进，移动路径形成气旋式环路，这一意外转向导致美国国家飓风中心对本场风暴的扩展路径预报准确度低于正常水平。随着气旋向南进发，艾普塞朗行经水温较高的洋面，美国国家飓风中心指出，只要再出现中等程度的对流增长，风暴就可以成为飓风，估计此时其风速约在每小时115公里左右，但在飓风季过后进行重新分析时又认定实际风力时速应该还要低15公里。11月30日晚，艾普塞朗从百慕大东南偏东方向约1045公里海域经过，是距该岛最近的一次。
12月1日，热带风暴艾普塞朗因受逐渐逼近的低压槽影响转向东面移动，之后又转朝东北方向进发。系统结构转变成“浅层混合型热带气旋”，对流内再度发展出眼状特征。美国国家飓风中心和多个计算机模型均预测风暴会在加速向西北方向逼近亚速尔群岛期间于36小时内开始朝温带气旋转变。但也有4个计算机模型给出不同的预测结果。预报员斯泰西·斯图尔特（Stacy Stewart）认为，只有不再向南面移动的情况下，系统才会转变成温带气旋，因为南面的水温较高，使艾普斯顿和2005年大西洋飓风季的持续时间继续延长。风暴继续向东北方向移动，同上方的上层低气压分离。对流消退后，中心上空的雷暴活动再度增长，发展出更多的带状特片。虽然行经洋面水温略有降低，但艾普塞朗还是在发展出46公里直径且层次分明的风眼后于12月2日达到飓风标准。

## 最高强度和飓风标准强度

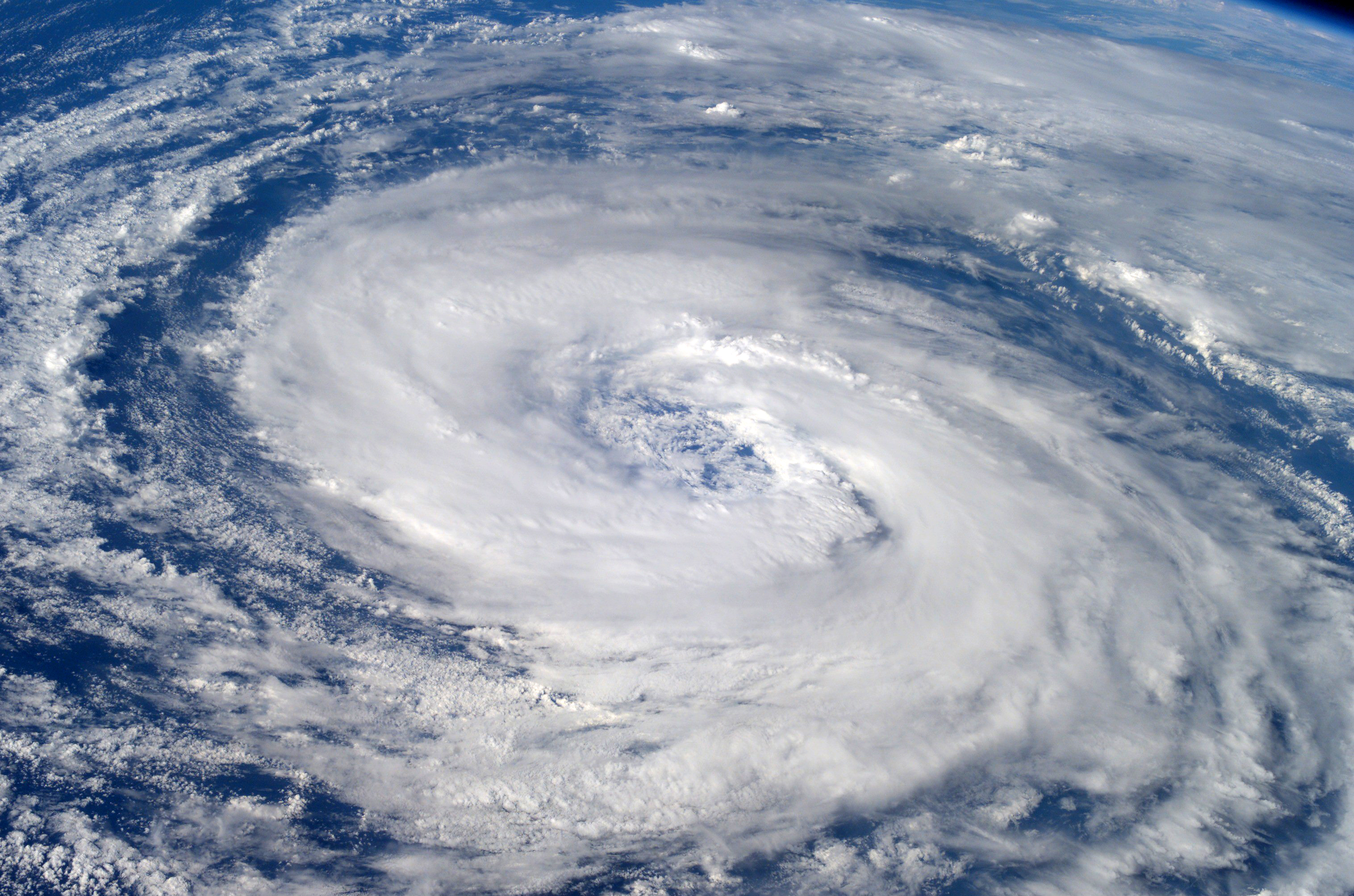
12月3日，国际空间站拍下艾普塞朗的照片

达到飓风强度数小时后，美国国家飓风中心认为即将行经水温较低海域的艾普塞朗已达到最高强度，还预计风暴会在亚速尔群岛附近逗留，不会再像之前预测的那样继续加速向东北前进。12月3日，仍然保有风眼、中等容量对流和外流的飓风转向正东。接下来气旋行经海域水温降低，大洋环境也逐渐趋于不利，但艾普塞朗仍然保持在飓风标准，其强度完全依靠温暖的上层气温支撑。到12月3日晚，其结构对于12月高纬度海域的飓风来说已经非常出众，更逞论还身受强烈的西向风影响，行经洋面水温只有21到22°C。
风暴继续东进并发展出环形飓风特征，这类气旋通常出现在纬度更低的热带海域，强度也相应偏高，风发为环形，周围由几乎一致的环形对流围绕，并且对流环以外基本上没有雷暴。连续几天里，艾普塞朗的强度波动幅度很小，只在12月4日短暂降级成热带风暴，但美国国家飓风中心之后又经重新分析认为系统保持在飓风强度。气象机构以为气旋已经减弱后，其风眼实际上却变得更加对称，环状对流更加强劲。美国国家飓风中心对艾普塞朗的动向预测一直存在困难，预报员里克辛·阿维拉（Lixion Avila）对此表示：“这其中没有什么显著因素……我也不打算生编硬造一个理由……来解释艾普塞朗近期的增强现象。”
12月4日晚，由于飓风没有同其北面经过的冷锋发生相互影响，美国国家飓风中心已经不再认为艾普塞朗会转变成温带气旋。12月5日早上6点，风暴外观经德沃夏克分析法得出的数值为4.7，表明飓风达到风力时速140公里的最高强度。与此同时，由于冷锋经过后北面有高压脊形成，气旋开始转向东南偏东。虽然受到水温较低和强烈上层风的双重不利影响，艾普塞朗的强度仍然保持，美国国家海洋和大气管理局地球物理流体动力学实验室的模型甚至认为其飓风强度可以保持近3天之久。

## 减弱及消散

12月5日飓风艾普塞朗的卫星图像

12月6日，飓风转向南下，之后又转朝西南方向移动。在此期间，气旋从中层低压槽下方经过，因此一度免受风切变的影响。当晚风暴有所减弱，但次日又有对流围绕庞大而清晰的风眼发展出来，系统存在期间这样的过程也反复上演。但到了12月7日晚，艾普塞朗上空的风切变因有低压槽逼近而增多，导致对流同中心分离，风眼也因此消失，风暴因此在亚速尔群岛西南方向约1480公里洋面弱化成热带风暴，这时系统在飓风强度下已经保持了5天之久。
减弱成热带风暴后，艾普塞朗开始急剧退化。12月8日，气旋的对流已经完全消散并降级成热带低气压。由于系统内只剩下紧密的下层云系漩涡而没有对流，美国国家飓风中心于当天下午15点发布针对艾普塞朗的最后一份公告。里克辛·阿维拉在报道中表示：“我希望持续了这么久的2005年大西洋飓风季到此结束。”他的希望未能变成现实，大西洋盆地之后还形成了热带风暴泽塔。
12月8日晚，艾普塞朗退化成残留低气压区。残余环流延伸到锋区内，于12月9日晚消散，气旋残留也在次日被冷锋吸收。

## 命名和纪录
2005年大西洋飓风季的活跃程度创下新纪录，到飓风威尔玛时，全部21个预定风暴名称就已用完，接下来如果还有热带气旋达到热带风暴标准，美国国家飓风中心就以希腊字母为其命名。艾普塞朗是用来命名的第5个希腊字母，再加上之后的泽塔，令全季的命名风暴数达到创纪录的27场。这场飓风自始至终位于海上，没有接近过陆地，所以没有引发任何热带气旋警告，也没有任何船只在海上遭遇风暴或测得热带风暴强度风速，没有任何报道表明气旋有造成任何财产损失或人员伤亡。
艾普塞朗于11月29日成形，将2005年大西洋飓风季的持续时间延迟到12月上旬，往年的绝大多数大西洋飓风季都是在11月30日正式结束。这种淡季形成的大西洋风暴并不多见，不过一年前的热带风暴奥托便是其一。
艾普塞朗在飓风强度下保持了5天之久，比历史上其它任何12月的大西洋飓风都要久。有纪录以来，这样的12月大西洋飓风一共只出现过4场，另外3场分别是1887年的一场飓风，1954年的爱丽丝和1984年的丽丽。